# Cerco de Coron (1685)

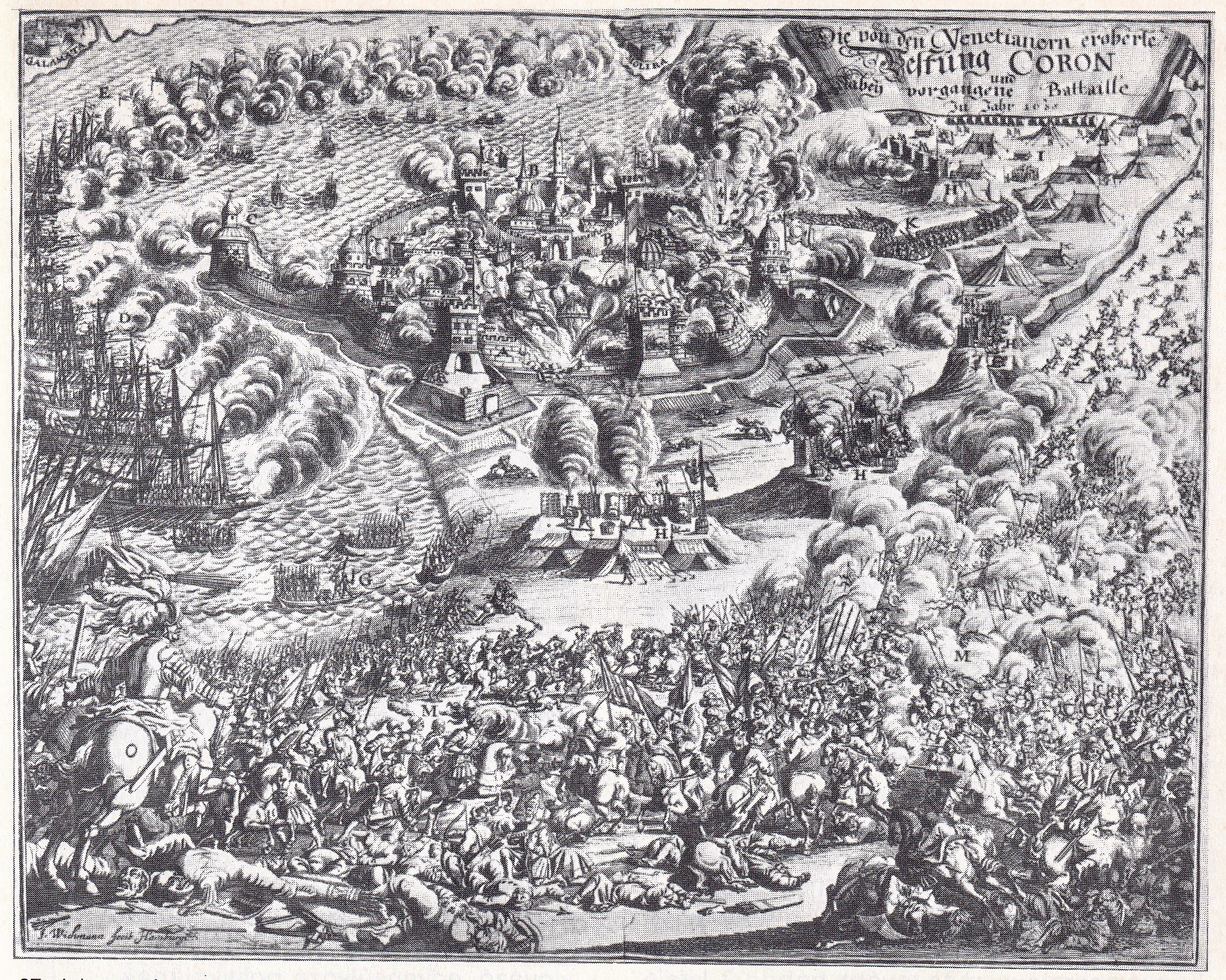
Cerco de Coron

A conquista de Coron de 1685 foi a captura da fortaleza otomana de Coron (Koroni) no sudoeste da Moreia (Peloponeso) pela República de Veneza em 1685. Ela marcou o início da conquista veneziana da Moreia durante a Grande Guerra Turca.
Juntamente com a vizinha Modon (Methoni), Coron havia sido uma base veneziana estrategicamente importante até ser capturada pelos otomanos em 1500. Quando Veneza declarou guerra aos otomanos em 1684, o comandante-em-chefe veneziano, Francesco Morosini, rapidamente fixou como objetivo a conquista da Moreia como vingança e compensação pela perda recente de Creta. Ele esperava contar com a ajuda dos maniotas, uma população semi-autônoma e inquieta que resistia à autoridade otomana. No entanto, os otomanos se anteciparam aos venezianos invadindo a Península de Mani e guarnecendo suas fortalezas. Em vez de desembarcar em Mani, Morosini optou por atacar Coron, garantindo para si uma base de operações e encorajando os maniotas a se rebelarem por meio de uma demonstração de força militar.
As forças venezianas iniciaram o cerco em 25 de junho, cavando trincheiras para isolar a cidadela de Coron pelo lado terrestre e iniciando um bombardeio por terra e mar. Um exército otomano de socorro, comandado pelo governador da Moreia, Halil Paxá, logo chegou, e um mês de combates sangrentos se seguiu entre venezianos e otomanos, enquanto prosseguiam as tentativas de romper as muralhas da cidadela. O combate decisivo ocorreu em 7 de agosto, quando as linhas venezianas foram rompidas; um contra-ataque ao amanhecer, porém, expulsou os otomanos e dispersou seu exército. Livres para se concentrar no cerco, os venezianos lançaram um grande assalto em 11 de agosto, forçando a fortaleza a se render. Durante as negociações, a explosão acidental de um canhão levou ao massacre da guarnição devido a temores de traição.
Com Coron segura, os venezianos avançaram em direção a Mani, que se levantou em revolta. Seguiu-se uma grande vitória sobre outro exército otomano na Batalha de Calamata, e a conquista da Messénia foi concluída no ano seguinte com a captura da fortaleza de Novo Navarino e de Modon.

## Contexto
Antes de sua perda para os otomanos em 1500, durante a Segunda Guerra Otomano-Veneziana, Coron esteve sob posse veneziana por três séculos e era conhecida, junto com a vizinha Modon (Methoni), como os "principais olhos da República", pela posição estratégica controlando as rotas marítimas do Mediterrâneo oriental ao central. A perda sangrenta de Modon, em particular, cuja guarnição foi massacrada, foi longamente lembrada e rancorosamente sentida pelos venezianos. Com a ajuda da população local, a cidade foi capturada pelo almirante Andrea Doria em 1532 para os Habsburgo da Espanha. Os Habsburgos ofereceram devolver este posto isolado a Veneza, mas a República recusou, e os otomanos recapturaram a cidade após um cerco que durou até a primavera de 1534, forçando a população a abandoná-la. Exceto pelo governador, seus oficiais e a guarnição de 300 homens, que eram muçulmanos, a fortaleza era habitada principalmente por cristãos, com algumas famílias judias.
Em março de 1684, com o Império Otomano ressentido pela derrota na Batalha de Viena e suas forças militares envolvidas em uma guerra custosa com o Império dos Habsburgos e a Polônia, Veneza juntou-se à anti-otomana Liga Santa com o objetivo de conduzir uma campanha paralela na Grécia, e assim vingar-se da recente perda de Creta. Pela primeira e única vez nas Guerras Otomano-Venezianas, foi a República que declarou guerra aos otomanos. As ações iniciais da Guerra da Moreia na Grécia resultaram na captura de Santa Maura (Lefkada) e da fortaleza continental de Preveza em 1684, mas o principal objetivo de Francesco Morosini era capturar a Moreia como compensação pela perda de Creta. Ele esperava o apoio da população grega local, que mostrava sinais de agitação revolucionária que preocupavam as autoridades otomanas, especialmente os maniotas, habitantes inquietos e semi-autônomos da montanhosa Península de Mani, que haviam perdido privilégios e autonomia devido à colaboração com os venezianos na Guerra de Creta. Os maniotas iniciaram negociações com Morosini, mas os otomanos se anteciparam: na primavera de 1685, o serasker da Moreia, Ismail Paxá, invadiu Mani e forçou a submissão da população, tomando crianças como reféns.

## Cerco de Coron
Ao mesmo tempo em que os otomanos subjugaram os maniotas, as forças venezianas estavam reunidas em Corfu, Dragamesto e Preveza. O exército era composto por cerca de 8 200 homens: 3 100 mercenários venezianos e 1 000 Schiavoni, 2 400 soldados contratados do Ducado de Brunsvique-Luneburgo, 1 000 homens fornecidos pelos Cavaleiros Hospitalários de Malta, 400 tropas papais e 300 homens do Grão-Ducado da Toscana. A frota também era multinacional, composta por navios venezianos, toscanos, hospitalários e papais.
Em 24 de junho, a frota veneziana entrou no Golfo de Messênia. Morosini havia enviado apenas quatro navios com munição e suprimentos para apoiar os maniotas em março, levando estes a adotar uma postura cautelosa quando o comandante veneziano decidiu desembarcar; a caminho da Moreia, enviados maniotas encontraram Morosini e pediram que ele não desembarcasse em Mani, avisando que não se levantariam até que os venezianos tomassem uma grande fortaleza como base de operações e refúgio para seus aliados locais. Como resultado, Morosini escolheu Coron como seu primeiro alvo, localizada do outro lado do golfo em relação a Mani.
O cerco da fortaleza começou com o desembarque do exército em 25 de junho. A guarnição otomana recuou para a cidadela, situada na ponta do promontório onde fica Coron, enquanto a cidade em si foi ocupada sem resistência. Foram abertas linhas de cerco para cortar a cidadela do interior, construídas baterias de artilharia na cidade e nas colinas próximas para complementar o bombardeio da frota, e cortados os olivais para eliminar cobertura para qualquer tentativa de socorro otomana. Muito rapidamente, as posições venezianas ao redor de Coron foram ameaçadas pelas tropas lideradas pelo governador otomano do Sanjaco de Inebahti, Halil Paxá, e por forças desembarcadas em Calamata pela marinha otomana, liderada pelo Kapudan Paxá.

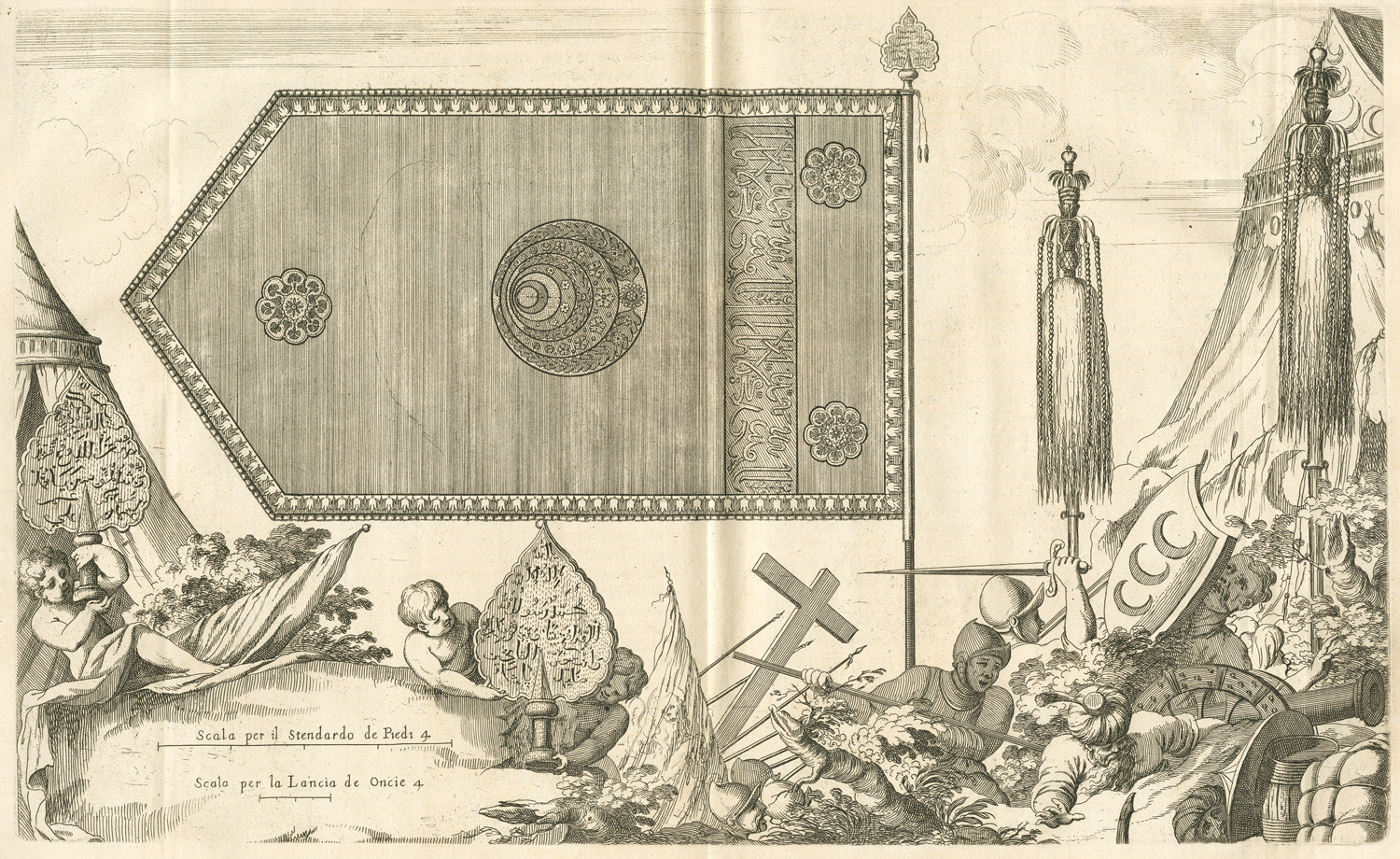
Bandeiras e insígnias otomanas tomadas como troféus após a batalha contra o exército de socorro em 7 de agosto, retratadas por Vincenzo Coronelli

A força de socorro otomana de Calamata chegou a Coron em 7 de julho, acampando próximo às linhas venezianas; os dois exércitos eram separados por uma pequena colina, que os venezianos haviam fortificado. A colina tornou-se o foco do cerco, sendo tomada e retomada várias vezes por ambos os lados. Ao mesmo tempo, os venezianos continuavam seus esforços para abrir uma brecha na cidadela, simulando ataques à muralha sul, mas visando de fato o bastião circular no extremo oeste. Para isso, as tropas maltesas usaram cem barris de pólvora, mas o único efeito foi criar uma brecha que foi logo preenchida pelas pedras que caíram da própria muralha. A explosão, no entanto, desencadeou outro ataque do exército otomano de socorro, que conseguiu repelir os venezianos das defesas externas. A situação foi revertida por um ataque antes do amanhecer em 7 de agosto, que derrotou o exército de socorro e garantiu a retaguarda veneziana.
Livres para se concentrar no cerco, os venezianos e seus aliados escavaram dois túneis paralelos sob o bastião ocidental e encheram as minas com 250 barris de pólvora capturados do exército otomano. A mina foi detonada ao amanhecer de 11 de agosto, seguida por um ataque pela brecha aberta. Após três horas de combate intenso, os venezianos foram repelidos, mas retornaram ao ataque ao meio-dia, enquanto um pequeno destacamento desembarcava pelo mar na retaguarda oriental da fortaleza. Pouco depois do sinal para o ataque geral, a guarnição otomana hasteou a bandeira branca em sinal de rendição, e o ataque cessou. Durante as negociações para a rendição, um canhão explodiu acidentalmente; interpretando isso como traição, os venezianos e seus aliados invadiram a cidadela e massacraram a guarnição e os habitantes, cerca de 1 500 pessoas.

## Consequências
Na fase final do cerco, 230 maniotas sob o comando do nobre de Zacinto Pavlos Makris participaram, e logo a região voltou a se revoltar, incentivada pela presença de Morosini em Coron. Venezianos e maniotas capturaram a fortaleza de Zarnata, permitindo que sua guarnição seguisse para Calamata, onde o Kapudan Paxá havia desembarcado um exército de 6 000 infantes e 2 000 cavaleiros sipahi. Na Batalha de Calamata em 14 de setembro, os venezianos, sob Hannibal von Degenfeld, derrotaram o exército otomano. No fim de setembro, as guarnições otomanas remanescentes em Mani se renderam e evacuaram a região. O Castelo de Passavas foi arrasado, mas os venezianos instalaram guarnições em Kelefa, Zarnata e na ilha de Marathonisi, para monitorar os maniotas, antes de retornarem às Ilhas Jônicas para o inverno. A campanha de Morosini no ano seguinte completou a conquista da Messênia com o cerco e captura da fortaleza de Novo Navarino, seguido pela captura de Modon. Modon e o restante da Moreia permaneceram sob controle veneziano como parte do "Reino da Moreia" até que toda a península foi retomada pelos otomanos em 1715, durante a Sétima Guerra Otomano-Veneziana.

### Escravização dos cativos
Pelo menos 1 336 habitantes turcos e judeus de Coron foram escravizados após o cerco, sendo divididos entre os membros da coalizão cristã. Muitos turcos teriam fugido para as galés, permitindo-se ser capturados para escapar do massacre geral durante a tomada da cidade. Dentre os escravizados, 334 foram atribuídos aos Cavaleiros Hospitalários, que transferiram um terço deles para as forças papais. Embora esses números sejam oficiais, acredita-se que marinheiros e soldados da frota hospitalária tenham levado clandestinamente mais cativos, elevando o total para mais de 500.
Após o cerco, os hospitalários retornaram à sua base em Valeta, Malta, e alguns cativos foram vendidos pelo caminho em portos italianos e sicilianos como Gallipoli e Augusta, enquanto o restante chegou a Malta em setembro de 1685. Nessa altura, a Ordem declarou que todos os escravos pertenciam ao Tesouro e iniciou processos contra indivíduos que haviam retido cativos para si ou que os venderam sem permissão. Registros indicam que 284 escravos foram consignados ao Tesouro.
Os registros hospitalários mostram que a maioria dos cativos de Coron eram turcos, com cerca de 20 judeus; acredita-se que nenhum dos habitantes gregos da cidade tenha sido escravizado. Apenas 60 dos cativos desembarcados em Malta eram homens adultos, e 36 foram considerados aptos para remar como escravos de galé. O restante eram mulheres e crianças, tornando o episódio incomum, pois a maioria dos escravos em Malta na época eram homens.
Alguns cativos de Coron foram vendidos privadamente ou dados a indivíduos (incluindo duas mulheres para o Vice-rei da Sicília), enquanto a maioria teria sido vendida em leilões públicos. Um registro menciona que uma menina de oito anos foi vendida a um escravo muçulmano que tentou libertá-la; no entanto, o Tesouro a confiscou e ela foi vendida a um cavaleiro hospitalário por 53 escudos maltês.

Não há registros completos sobre o destino de todos os cativos de Coron em Malta. A maioria dos judeus foi libertada em 1686 e 1687, partindo para Esmirna ou Veneza. Na década de 1690, alguns turcos também foram libertados; acredita-se que a maioria tenha ido para o Norte da África, não retornando a Coron, que ainda estava sob ocupação veneziana.